# Рада Баровска
Рада Баровска е българска драматична актриса.
Рада Баровска е родена в град Карлово, където завършва образование в Средно училище „Васил Левски“. До пенсионирането си работи Драматично-куклен театър „Сава Доброплодни“ – град Силистра. Сътрудничи си с режисьорите Любомир Киселички, Кольо Дончев и Стефан Стайчев. По време, когато театърът е закрит представленията са изнасяни на сцената на Народно читалище „Доростол – 1870“ в Силистра.

## Творчество
| Всичко в градината               | Едуард Олби    | Любомир Киселички | 1978 – 1979 |
| Живият труп                      | Лев Толстой    | Стефан Стайчев    | 1978 – 1979 |
| Голямата печалба                 | Никола Петков  | Ектор Кинтеро     | 1983        |
| Принцесата и свинарят            | Панчо Панчев   | Стефан Поляков    | 2007        |
| Златният век – Цар Симеон Велики | Стефан Стайчев | Стефан Стайчев    | 2007        |
| Пещерните хора                   | Уилям Сароян   | Мирча Крецу       | 2008        |
| Театър, любов моя                | Валери Петров  | Первели Николов   | 2010 – 2011 |